# Никола Бакулевски
Никола Бакулевски или Бакулески (на македонска литературна норма: Никола Бакулевски) е юрист и политик от Социалистическа република Македония.

## Биография
Роден е на 27 ноември 1928 година в град Битоля. Завършва основното си образование в родния си град, а после гимназия в Скопие. Впоследствие учи във Висшата административна школа в Земун, а довършва образованието си в Юридическия факултет в Белград. Работи в Републиканския секретариат за вътрешни работи като помощник-правен съветник. По-късно е съдия в Републиканския съвет за нарушения. В периода 1956-1960 е подпредседател на Народния комитет на Община Битоля, заместник-министър на индустрията в Скопие и съветник в управлението на митниците на СФРЮ в Белград (1961-1963). Известно време е председател на събранието на община Битоля. Между 1967 и 1972 е секретар на Изпълнителния съвет на Събранието на Социалистическа република Македония. От 1972 до 1975 година е секретар на Събранието. В периода 1982-1986 е републикански секретар за правосъдие. Член е на Изпълнителния съвет на СРМ. От 1986 до 1988 година е член и секретар на Конституционния съд на Социалистическа република Македония.